# Hisashi Katō
Hisashi Katō (jap. 加藤 久 Katō Hisashi; ur. 24 kwietnia 1956) – były japoński piłkarz, reprezentant kraju.

## Kariera klubowa
Od 1980 do 1994 roku występował w klubach: Verdy Kawasaki i Shimizu S-Pulse.

## Kariera reprezentacyjna
W reprezentacji Japonii zadebiutował w 1978. W reprezentacji Japonii występował w latach 1978-1987. W sumie w reprezentacji wystąpił w 61 spotkaniach.

## Statystyki
| Reprezentacja Japonii | Reprezentacja Japonii | Reprezentacja Japonii |
| Rok                   | Mecze                 | Gole                  |
| --------------------- | --------------------- | --------------------- |
| 1978                  | 5                     | 1                     |
| 1979                  | 0                     | 0                     |
| 1980                  | 3                     | 0                     |
| 1981                  | 8                     | 1                     |
| 1982                  | 8                     | 0                     |
| 1983                  | 7                     | 1                     |
| 1984                  | 6                     | 1                     |
| 1985                  | 8                     | 0                     |
| 1986                  | 5                     | 0                     |
| 1987                  | 11                    | 2                     |
| Razem                 | 61                    | 6                     |